# 가와니시촌 (가나가와현)
가와니시촌(일본어: 川西村)은 일본 가나가와현 아시가라카미군에 존재했던 촌이다. 현재의 야마키타정 남서부에 해당하며, 촌은 2개로 나누어져 있었다.

## 역사
- 1889년 4월 1일 - 정촌제 시행에 의해 가와니시촌이 단독으로 유부레촌, 야기촌, 가미나와촌, 야마이치바촌이 성립하였다.
- 1911년 4월 1일 - 시미즈촌에 편입되었다.

## 교통

### 철도
철도성 도카이도 본선 (현 도카이 여객철도 고텐바선이 구촌 지역을 스쳐 지나가지만 역은 존재하지 않았다.

## 참고 문헌
- 角川日本地名大辞典編纂委員会,『角川日本地名大辞典 神奈川県』1984, 角川書店